# Juan Cunha
Juan Cándido da Cunha Dotti, conocido como Juan Cunha (Sauce de Illescas, Florida, 3 de octubre de 1910-Montevideo, 7 de octubre de 1985) fue un poeta uruguayo.

## Biografía
Nació en 1910 en Sauce de Illescas, paraje rural cercano a Illescas, departamento de Florida, en una familia de trabajadores rurales. Sus padres fueron Francisco de Asís da Cunha da Costa y María Rosa Dotti Lauría. Fue el segundo de once hijos, el primero varón. Al igual que sus hermanos, asistió a la escuela primaria de Sarandí del Yí, a la vez que colaboraban en las tareas rurales de la familia. Más tarde recibió clases particulares de un maestro.
Comenzó a escribir poesía siendo un niño. Según contaría años más tarde, experimentaba un «temblor inaugural», cada vez que a sus manos llegaba una poesía o la foto de un poeta: «...algo así como eso que percibimos siente un pajarito que tenemos aprisionado en un puño cuando oye y ve cruzar el espacio a sus congéneres libres» (Señal de vida, volumen I). Publicó sus primeras poesías en el periódico Trabajo, de Nico Pérez.
Fue su tío materno Víctor Dotti, tres años mayor que él, quien lo orientó en su formación autodidacta como poeta.  En 1928 se trasladó a Montevideo para cursar estudios secundarios y con la intención de formarse como poeta. Se alojó en el hotel Olascoaga donde conoció e hizo amistad con el poeta chileno Humberto Díaz Casanueva, quien le dio a conocer las obras de Pablo Neruda, Pedro Salinas, Nicolás Guillén, Rimbaud, Mallarmé, Apollinaire, Jules Supervielle, entre otros. Se vinculó a la bohemia montevideana, a las peñas del café Ateneo y a varios intelectuales y artistas del momento entre los cuales estaban Juan Filartigas, el pintor Alfredo De Simone, Pedro Leandro Ipuche, Carlos Sabat Ercasty y Emilio Oribe.
En 1929 publicó El pájaro que vino de la noche, su primer libro de poesías. La edición fue financiada por su padre, a pesar de discrepar de las actividades literarias de su hijo, para quien hubiese preferido las tareas rurales de su establecimiento. La obra poética editada durante su vida tiene como uno de sus temas centrales, pero no excluyente, la «nostalgia del paraíso perdido de la infancia campesina».
Volvió a publicar recién en 1937, Guardián Oscuro, que recogía poemas escritos en la primera mitad de los años 1930, y 3 cuadernos de poesía, donde se refleja la influencia que en su obra lírica ejerció la generación española del 27. En esa misma década se vinculó con Joaquín Torres García, Denis Molina, Casto Canel, Selva Márquez, Mario Arregui, Liber Falco, Juan Carlos Onetti, Francisco Espínola, José Pedro Díaz y Enrique Lentini, entre otros.
En 1939 fue designado secretario de la junta local de Nico Pérez, pero renunció para volver a Montevideo, donde gracias al apoyo financiero de su padre y junto a su amigo el músico Casto Canel, instaló la imprenta «Stella». En ese mismo año imprimieron El pozo, primera novela de Juan Carlos Onetti. Al año siguiente imprimieron Cometas sobre los muros de Líber Falco. En 1941, comenzó a trabajar en el semanario Marcha como cobrador y corredor de avisos, después de haber integrado la imprenta a los Talleres 33, donde se imprimía el semanario. Realizó este trabajo hasta 1960.
En 1945 publicó Cuaderno de Nubes y en 1948 6 sonetos humanos, este último en formato de plaqueta, con el que publicaría nuevos pliegos de poesía a partir de los años 1950.
En 1951 publicó Sueño y retorno de un campesino, libro que mereció un premio literario entregado por Justino Zavala Muniz. Comenzó a publicar poemas en Marcha, a pedido del crítico literario Emir Rodríguez Monegal. Fue conocido como «el poeta de Marcha».
En 1956 conoció a Wilda Belura, maestra de educación primaria que coordinaba en la escuela No. 113, donde trabajaba, la ilustración por parte de alumnos de la edición de Pequeña antología, publicada al año siguiente. Se casaron en 1960.
Daniel Viglietti musicalizó en 1961 su poema La nostalgia de mi tierra, del libro A eso de la tarde, publicado el mismo año.
Sobre su forma de trabajo y la publicación de su propia obra, Cunha dijo:

«Escribo como y cuando puedo, cuando me sale, desde recordar y trascribir algún verso compuesto en sueños, hasta anotar líneas en el ómnibus y corregir poemas de memoria, andando por la calle. Inédito siempre hay algo, sea acabado o a medio hacer. Dificultades para publicar no las he tenido desde que he sido mi propio editor y me he echado al hombro los consiguientes déficits.»

Entre 1961 y 1971 siguieron otras publicaciones, entre ellas Pastor perdido (Editorial Alfa, 1966). Durante la dictadura cívico-militar en Uruguay (1973-1985) solo publicó Enveses y otros reveses (editado en México en 1981). En 1984 publicó Plurales y en 1985 apareció en forma póstuma Árboles.
A su muerte dejó inéditos cuarenta y seis libros, conservados por su esposa Wilda Belura, quien lo asesoraba en el desarrollo de su obra lírica. La Academia Nacional de Letras del Uruguay editó en cuatro volúmenes este material inédito en diciembre de 2000, con el título de Señal de vida.

## Obras
- 1929 - El pájaro que vino de la noche
- 1937 - Guardián oscuro (Ediciones Alfa)
- 1937 - 3 cuadernos de poesía
- 1945 - Cuaderno de nubes
- 1948 - 6 sonetos humanos
- 1950 - En pie de arpa (Ediciones del Pie en el Estribo)
- 1951 - Sueño y retorno de un campesino (Égloga, elegía, geórgica) (Ediciones del Pie en el Estribo)
- 1952 - Variación de Rosamía (CISA)
- 1953 - Cancionero de pena y luna: cantares, canciones, coplas (Ediciones Eme)
- 1954 - Triple tentativa (Ediciones Número)
- 1955 - Hombre entre luz y sombra
- 1956 - Niño solo
- 1957 - Pequeña antología
- 1957 - Del amor sobre la tierra
- 1959 - Tierra perdida
- 1959 - La sortija del olvido
- 1961 - A eso de la tarde
- 1966 - Pastor perdido (Editorial Alfa)
- 1968 - De cosa en cosa
- 1971 - Palabra cabra desmandada
- 1981 - Enveses y otros reveses (Libros del Bicho N.º 17. Premia Editora, México, 1981)
- 1984 - Plurales (Edición Popular Fenaligra)
- 1985 - Árboles (póstumo)
- 2000 (póstumo) - Señal de vida (Cuatro volúmenes, Academia Nacional de Letras)